# Гетто в Логишине
Гетто в Логи́шине (июль-август 1941) — еврейское гетто, место принудительного переселения евреев посёлка Логишин Пинского района Брестской области и близлежащих населённых пунктов в процессе преследования и уничтожения евреев во время оккупации территории Белоруссии войсками нацистской Германии в период Второй мировой войны.

## Оккупация Логишина и создание гетто
Немецкие войска заняли посёлок Логишин 27 июня 1941 года, и оккупация продлилась более 3-х лет — до 15 (6) июля 1944 года.
Реализуя нацистскую программу уничтожения евреев, немцы создавали гетто почти во всех городах и населённых пунктах Беларуси, где проживало еврейское население. Так и в Логишине оккупанты организовали гетто.

## Уничтожение гетто
В августе (сентябре) 1941 (1942) года на старом еврейском кладбище на окраине города в ходе «акции» (таким эвфемизмом нацисты называли организованные ими массовые убийства) все ещё живые евреи были расстреляны — от 300 до 1605 человек по разным данным.
23 еврея из Логишина летом-осенью 1941 года были перемещены в гетто в Пинске и убиты уже там.
В актах ЧГК указаны некоторые непосредственные организаторы и исполнители массовых убийств, в том числе жандармский комендант С. Каваль и командир штурмового отряда СС Бесов.

## Память
Опубликованы неполные списки жертв геноцида евреев в Логишине.
В 1990 году в Логишине на месте расстрела евреев был установлен памятный знак на средства землячества логишинцев в Израиле.